# Kanton Cognac-Nord
Kanton Cognac-Nord (fr. Canton de Cognac-Nord) je francouzský kanton v departementu Charente v regionu Poitou-Charentes. Skládá se ze sedmi obcí.

## Obce kantonu
- Boutiers-Saint-Trojan
- Bréville
- Cognac (severní část)
- Cherves-Richemont
- Mesnac
- Saint-Brice
- Saint-Sulpice-de-Cognac